# 재생 불능 자원

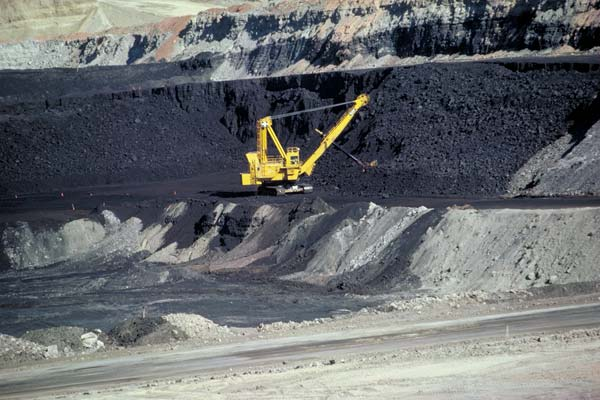
미국 와이오밍주에 있는 탄광의 모습. 수백만 년에 걸쳐 생산되는 석탄은 인간의 시간적 규모로 볼 때 유한하고 재생 불가능한 자원이다.

재생 불능 자원(再生不能資源, 영어: non-renewable resource) 또는 재생 불가능한 자원, 유한 자원(finite resource)은 소비를 따라갈 수 있을 만큼 빠른 속도로 자연적인 수단으로 쉽게 대체될 수 없는 천연 자원이다. 대표적인 것이 탄소 기반 화석연료다. 원래의 유기물은 열과 압력의 도움으로 석유나 가스와 같은 연료가 된다. 지구 광물과 금속 광석, 화석연료(석탄, 석유, 천연가스) 및 특정 대수층의 지하수는 모두 재생 불가능한 자원으로 간주되지만 개별 원소는 항상 보존된다(핵 반응, 핵 붕괴 또는 대기 탈출 제외).
반대로, 목재(지속 가능한 수확 시) 및 풍력(에너지 변환 시스템에 전력을 공급하는 데 사용됨)과 같은 자원은 재생 가능 자원으로 간주된다. 그 이유는 이러한 자원의 국지적 보충이 인간 수명 내에 발생할 수도 있기 때문이다.

## 같이 보기
- 에너지 절약
- 화석연료
- 화석수
- 남획
- 석유 생산 정점
- 지속 가능성